# Menhir von Petersberg
Der Menhir von Petersberg (auch Teufelstein genannt) war ein vorgeschichtlicher Menhir bei Petersberg im Saalekreis, Sachsen-Anhalt.

## Lage
Nach Christian Keferstein stand der Menhir um 1846 noch über der Bergschänke, nach dem Petersberg zu. Nach Siegmar von Schultze-Galléra lag der Stein um 1929 im Ort auf dem Lindenplatz oberhalb der Domäne.

## Beschreibung
Der Menhir bestand aus Sandstein und war pfeilerförmig. Nach Keferstein ähnelte er dem Teufelstein von Nehlitz und war wohl wie dieser etwa 8 Fuß (ca. 2,5 m) hoch. Bei den Untersuchungen von Waldtraut Schrickel im Jahr 1957 war der Stein nicht mehr vorhanden.
Funde aus der Umgebung des Menhirs stammen von der Bandkeramischen Kultur, der Schnurkeramischen Kultur, der Aunjetitzer Kultur, der Vollbronzezeit, dem slawischen Frühmittelalter und dem Mittelalter.

## Der Menhir in regionalen Sagen
Der „Teufelstein“ wurde nach einer Sage vom Teufel vom Petersberg geschleudert. Die gleiche Sage wird auch von anderen Menhiren in der Umgebung des Berges erzählt, etwa dem Teufelstein von Nehlitz, dem Teufelsstein von Sennewitz, dem Teufelsstein von Piltitz und dem Menhir von Seeben.